# Pierre de lune
Pour les articles homonymes, voir Pierre de lune (homonymie).
La pierre de lune, ou hécatolite (d'après la déesse Hécate), est une adulaire, une variété d'orthose (groupe des silicates, sous-groupe des tectosilicates, famille des feldspaths). Elle a une texture perthitique.

## Étymologie
Son nom est dû à un effet visuel causé par la diffraction de la lumière au sein d'une microstructure consistant en une succession régulière de couches de feldspath (lamelles), qui donne un éclat pâle rappelant celui de la lune.
Cet effet est nommé adularescence, en référence à l'adulaire (autre nom de cette variété d'orthose, lui-même dû au mont Adula, en Suisse, d'où provient son topotype).

## Composition et formation
La pierre de lune est composée de deux espèces de feldspath, l'orthose et l'albite. Les deux espèces sont entremêlées puis, à mesure que le minéral fraîchement formé refroidit, l'intercroissance de l'orthose et de l'albite se sépare en couches empilées alternées. Lorsque la lumière tombe entre ces couches minces et plates, elle se disperse dans de nombreuses directions produisant un phénomène appelé l'adularescence.

## Gîtologie
Comme l'orthose de manière plus générale, elle est présente dans les roches plutoniques et métamorphiques.

## Gemmologie
Pour bénéficier du terme « pierre de lune », l'adulaire doit avoir des reflets argentés ou bleuâtres (provoqués par l'adularescence), liés à la structure cristalline de ce minéral. Les pièces les plus recherchées sont celles qui n’ont aucune connotation jaunâtre. Son clivage parfait (qui donne son nom à l’espèce orthose) en fait une pierre sensible aux chocs. Elle se taille principalement en cabochon. 

### Terminologie en gemmologie
- Le terme « opale céleste » qui la désigne parfois est interdit par le C.I.B.J.O (World Jewellery Confederation)[4].
- Les termes « pierre de lune bleue », « pierre de lune de Mojave » ou « pierre de lune de Californie » cachent parfois une calcédoine bleue ou une agate teintée bleue. Toutes ces terminologies sont interdites par le C.I.B.J.O (World Jewellery Confederation)[4].

## Gisements remarquables
Les principaux gisements de pierre de lune se trouvent en Arménie (principalement dans le lac Sevan), en Australie, dans les Alpes autrichiennes, au Mexique, à Madagascar, au Myanmar, en Norvège, en Pologne, en Inde, au Sri Lanka et aux États-Unis.

## Dans la culture populaire
- La pierre de lune est la pierre gemme de la Floride. Elle fut désignée comme telle en 1970 pour commémorer les atterrissages sur la Lune, dont les lanceurs ont décollé du centre spatial Kennedy. Bien que ce soit la pierre précieuse de l'État, cette dernière ne s'y trouve pas naturellement.
- Dans The Elder Scrolls, elle permet la forge des armures elfiques et de verre.
- Dans la saison 2 de la série télévisée The Vampire Diaries, la pierre de lune est utilisée pour briser la malédiction des loups-garous.
- Dans les livres dont vous êtes le héros des séries Loup solitaire et Astre d'or, la pierre de lune est un objet magique tellement puissant qu'il ne peut rester sans conséquence grave dans le plan des humains ; le calendrier y a pour origine l'année de sa création.
- La Pierre de Lune est une bande-dessinée des aventures de Johan et Pirlouit par Peyo, parue en 1956.
- Dans la saison 3 de la série Kaamelott, le druide Merlin parvient à trouver la pierre de lune, qui lui permet de transformer la viande de chèvre en eau douce. Cette prouesse est accueillie avec scepticisme par le roi Arthur et Léodagan.
- Dans la saison 3 de Teen Wolf, les murs de la banque de Beacon Hills sont couverts d'hécatolite, dissipant ainsi les effets de la lune sur les loups-garous

## Galerie

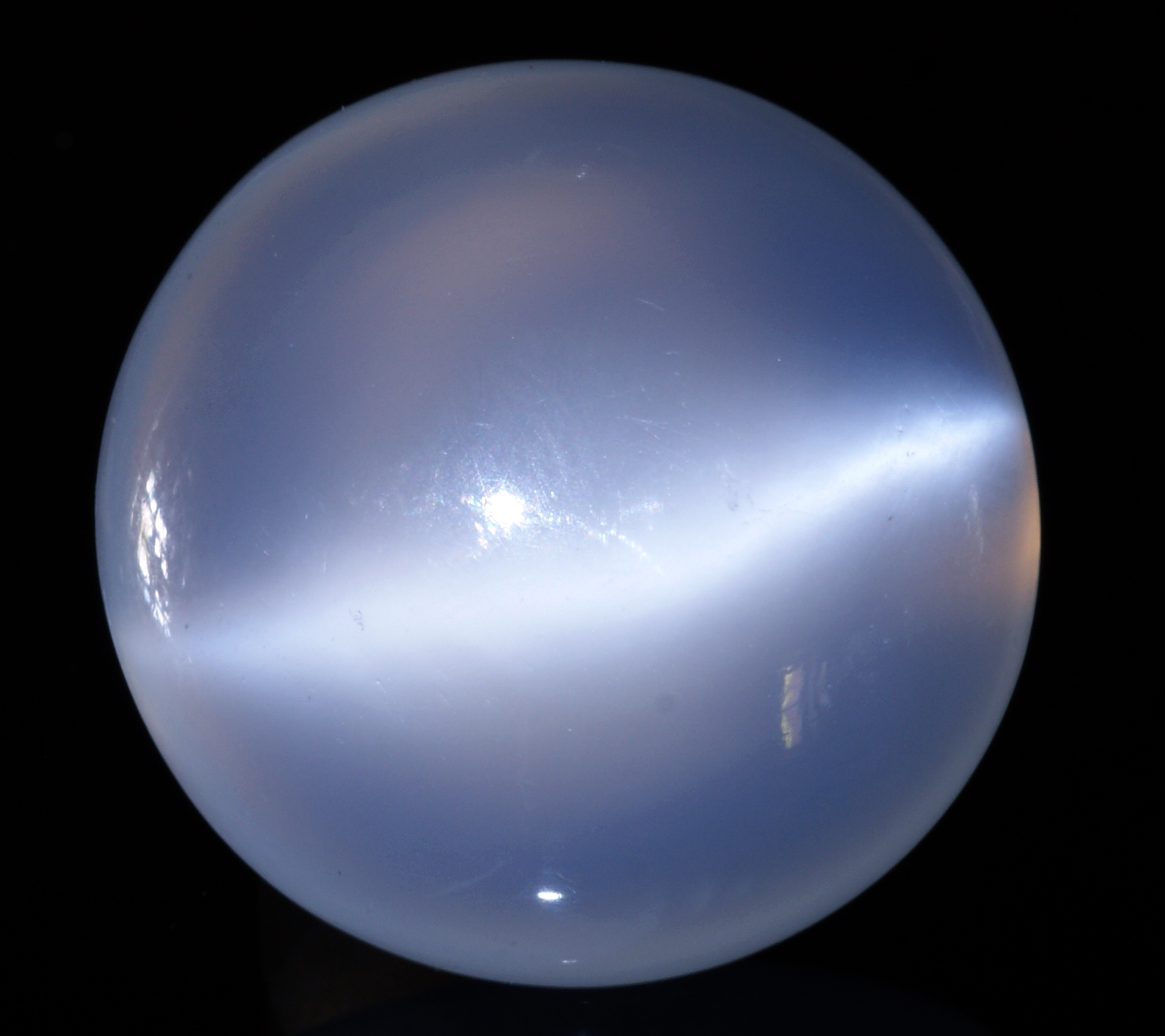
Adulaire-pierre de lune (cabochon). Minas Gerais, Brésil (23 mm).